# Rittershoffen
Rittershoffen település Franciaországban, Bas-Rhin megyében. Lakosainak száma 914 fő (2022. január 1.). Rittershoffen Forstfeld, Hatten, Hoffen, Leutenheim, Betschdorf és Oberrœdern községekkel határos.

## Népesség
A település népessége az elmúlt években az alábbi módon változott:
| Lakosok száma | 899  | 910  | 922  | 911  | 910  | 908  | 910  | 910  | 914  |
|               | 2013 | 2015 | 2016 | 2017 | 2018 | 2019 | 2020 | 2021 | 2022 |